# Heartless
《Heartless》는 미국의 힙합 가수 카니예 웨스트의 앨범 808s & Heartbreak에 수록되어 있는 노래이자 빌보드 핫 100차트에 2위까지 올라갔던 노래이다. 작곡에는 카니예 웨스트 외에도 No I.D., 키드 커디등이 참여했으며 중독적인 비트가 특징인 곡이다.

## 곡 목록
CD single
1. "Heartless" – 3:30
2. "Heartless" (Video) – 3:39